# Концерт для фортепіано з оркестром № 20 (Моцарт)
Концерт для фортепіано з оркестром № 20 ре мінор (KV 466) Вольфганга Амадея Моцарта написаний 1785 року у Відні.
Складається з трьох частин:
1. Allegro
2. Romanze
3. Allegro assai